# Gratangens kommun
Gratangens kommun (norska: Gratangen kommune, nordsamiska: Rivttága suohkan) är en kommun i Troms fylke i norra Norge. Kommunen gränsar i norr och öster mot Lavangens kommun, i söder mot Narviks kommun i Nordland fylke och i väster mot Tjeldsunds kommun. Kommunens centralort är Årstein.
Namnet kommer av fornnordiska "grjot" (sten) och "angr" (fjord).
I Gratangen stod ett av de första slagen i Norge under andra världskriget mellan tyska fjälljägarbataljonen och den norska 6:e divisionen, efter den tyska inmarschen den 9 april 1940. I Gratangen var det första gången tyskarna tvingades dra sig tillbaka. Minnesstenar finns på flera ställen.
I Gratangsbotn ligger Nordnorsk Fartøyvernsenter og Båtmuseeums utställningslokaler.

## Administrativ historik
Gratangens kommun bildades 1926 när Ibestads kommun delades i fyra delar.

## Tätorter
I Gratangens kommun finns inga tätorter.

## Socknar
Inom Norska kyrkan motsvaras Gratangens kommun av Gratangens socken i Trondenes prosteri i Nord-Hålogalands stift.

## Bilder

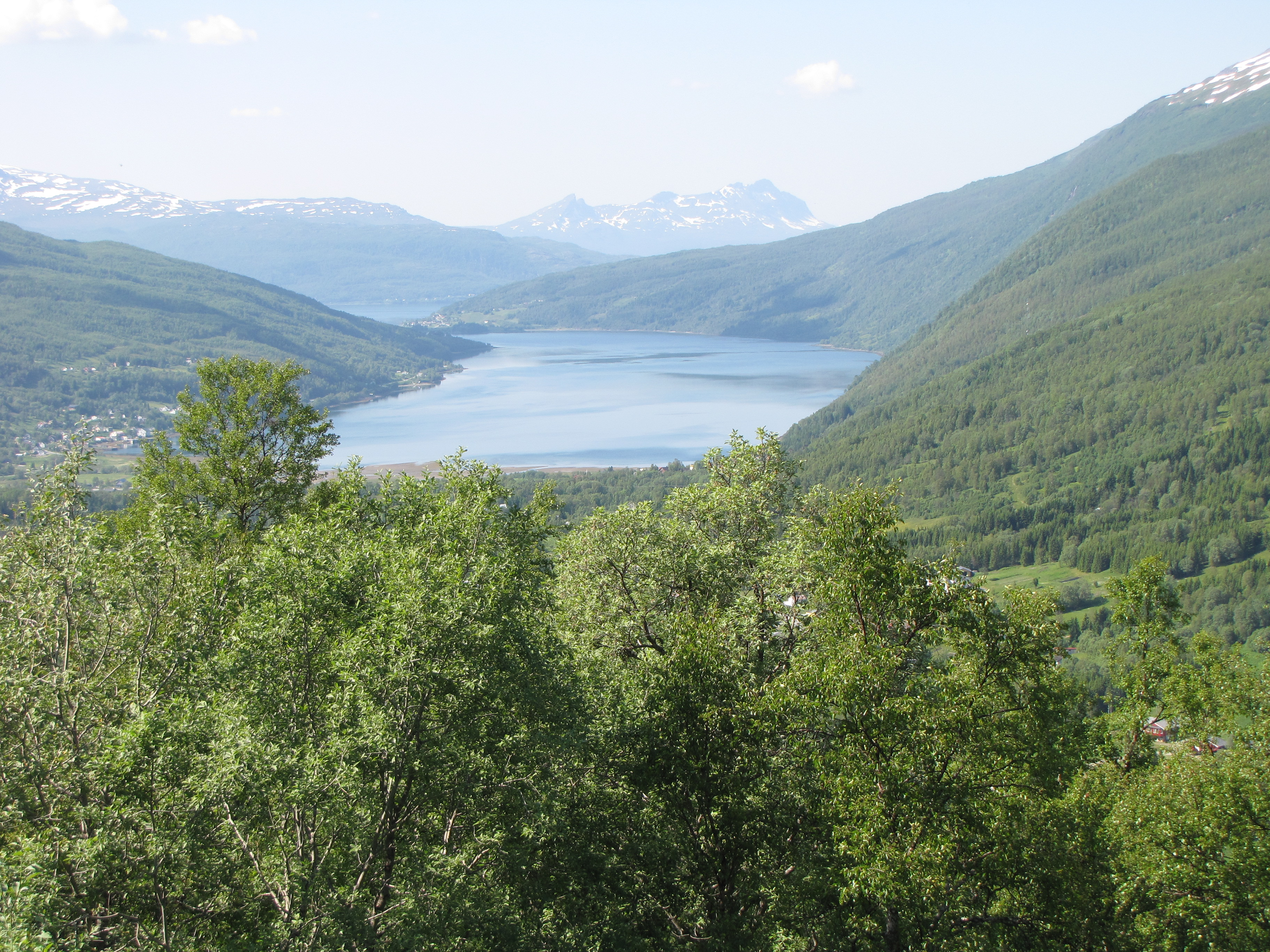
Utsikt mot Gratangsbotn.
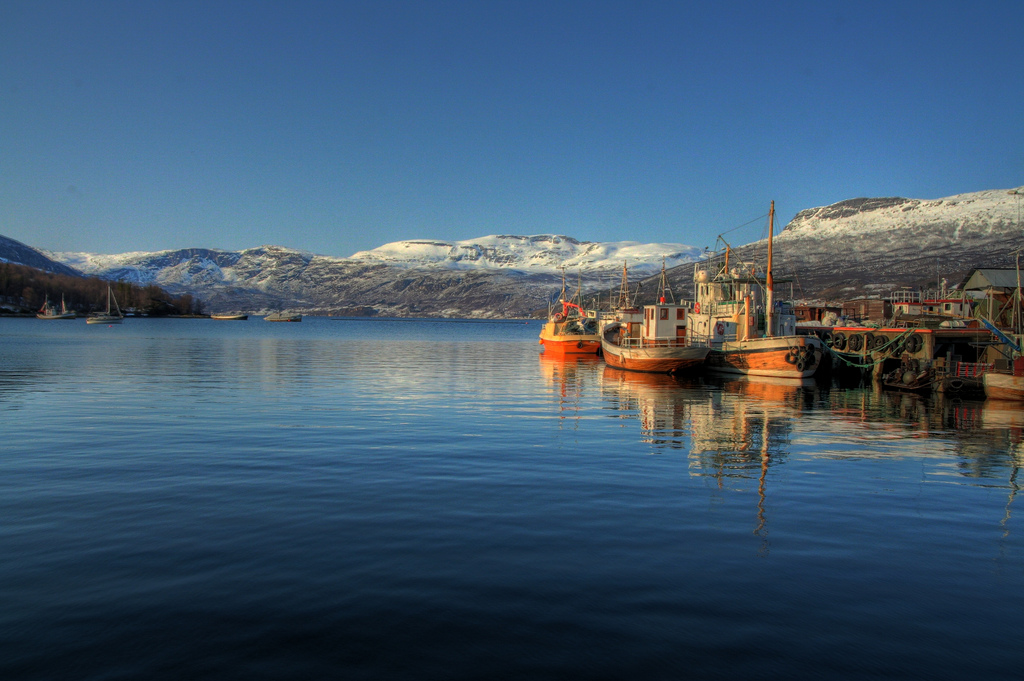
Utsikt från norska arméns amfibiecenter.